# 우야마 사토루
우야마 사토루(일본어: 宇山賢, 1991년 12월 10일~)는 일본의 펜싱 선수로 주 종목은 에페이다. 2018년 아시안 게임에서 단체전 금메달을 획득했고, 2020년 하계 올림픽 에페 단체전에서 금메달을 획득하며 일본 최초의 올림픽 펜싱 금메달리스트가 되었다.